# ジョン・メイエンドルフ
ジョン・メイエンドルフ（英語: John Meyendorff, 1926年 - 1992年）は、正教会の神学者・長司祭。教会実務においてはアメリカ正教会で渉外局長を務め、神学者としては聖ウラジーミル神学院で教授・学監を務めた。

## 来歴
メイエンドルフは俗名をイヴァン・フェオフィロヴィチ・フォン・メイエンドルフ男爵（ロシア語: Иван Феофилович барон фон Мейендорф)として、1926年、フランスのヌイイ＝シュル＝セーヌで亡命ロシア人の貴族の家に生まれた。フランス在住時代には名はジャン（フランス語: Jean）で通っていた。
フランスで神学校を卒業。1958年にはフランスで博士号を取得している。フランス在住時代、神学校で教会史の助教授を務めていた。
正教の司祭に叙聖され、1959年にニューヨークの聖ウラジーミル神学院の教会史・聖師父学の教授に着任した。他大学でもビザンティン史を講じ、各種学会で議長を務めるなど、その活躍は同神学院にとどまらない。ノートルダム大学からは名誉博士号を授与された。
グリゴリオス・パラマス関連の翻訳・研究書をはじめとして、多くの著作があり、フランス語、イタリア語、オランダ語、ギリシャ語、スペイン語、セルビア語、ドイツ語、朝鮮語、日本語、フィンランド語、ポーランド語、ロシア語など、多くの言語に翻訳されている。
1991年にはモスクワ総主教アレクシイ2世から第二等聖ウラジーミル勲章を受章した。
1992年6月30日に学長職を引退。1992年7月22日に永眠した。

## 著書
- 『聖グレゴリオス・パラマス―東方キリスト教会の神秘生活』岳野慶作訳 中央出版社 1986年
- 『東方キリスト教思想におけるキリスト』小高毅訳 教文館 1998年
- 『ビザンティン神学』鈴木浩訳 新教出版社 2009年